# Hedy d'Ancona

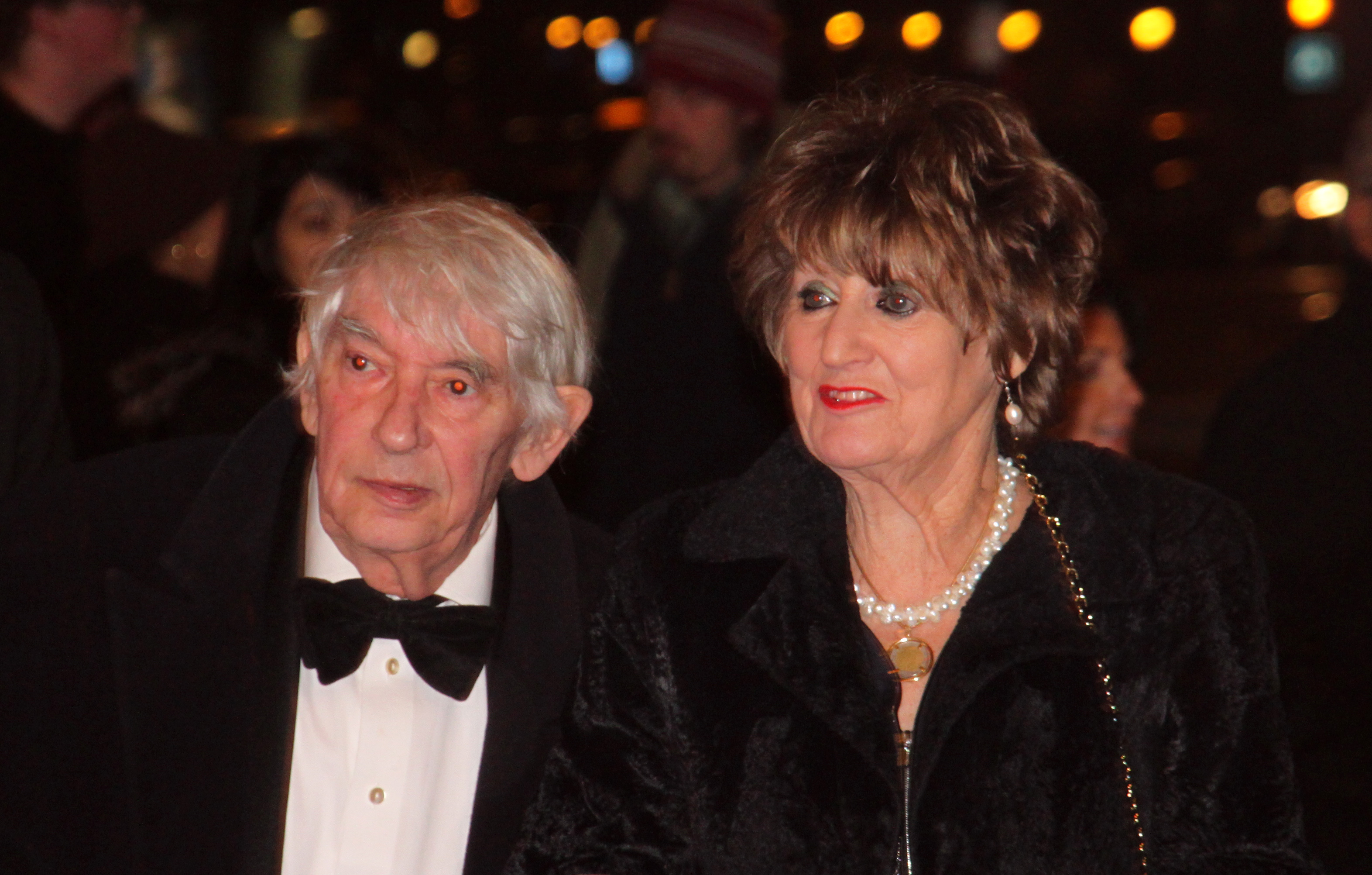
Aat Veldhoen en Hedy d'Ancona in 2010

Hedwig (Hedy) d'Ancona (Den Haag, 1 oktober 1937) is een Nederlands sociologe, sociaal geografe en feministe en voormalig politica.

## Loopbaan
D'Ancona studeerde cum laude af in de sociale geografie en de sociologie aan de Universiteit van Amsterdam. In die periode was ze actief in het studentencabaret. Ze viel op met haar mimiek en maakte met het Amsterdamse studentencabaret in 1957 een tour naar Noord-Amerika. Ook trad ze op met het Amsterdamse journalistencabaret. In 1960 had ze een solovoorstelling in Parijs.
Vanaf 1963 ging ze voor de VARA televisieprogramma's gericht op vrouwen produceren.
Voor de PvdA stond ze op de kandidatenlijst voor de Tweede Kamerverkiezingen 1967.
Eind 1968 richtte D'Ancona samen met Joke Kool-Smit de Man-Vrouw-Maatschappij (MVM) op naar aanleiding van de vele positieve reacties op Smits artikel "Het onbehagen bij de vrouw" (november 1967).
Van 1974 tot 1981 was D'Ancona voor de Partij van de Arbeid lid van de Eerste Kamer. In het kabinet-Van Agt II (11 september 1981 tot 29 mei 1982) was zij staatssecretaris van Sociale Zaken en Werkgelegenheid, onder meer belast met volwasseneneducatie, arbeidsomstandigheden en emancipatiezaken; voor dit laatste werd zij de eerste 'projectstaatssecretaris'. Van augustus 1982 tot september 1983 was zij opnieuw Eerste Kamerlid. Zij had van juli 1984 tot november 1989 zitting in het Europees Parlement, en bij de Europese Parlementsverkiezingen van 1989 was zij voor de PvdA lijsttrekker. In het kabinet-Lubbers III was zij van 1989 tot 1994 minister van Welzijn, Volksgezondheid en Cultuur. Hierna keerde zij terug in het Europees Parlement, waarin zij weer zitting had van juli 1994 tot juli 1999. In 2024 werd zij bij de verkiezingen voor het Europees Parlement met voorkeurstemmen als lijstduwer van GroenLinks-PvdA verkozen, D'Ancona besloot echter haar zetel niet in te nemen.
Daarnaast is D'Ancona een van de oprichtsters van het feministisch maandblad Opzij, waarvan zij van 1972 tot 1981 hoofdredactrice was.
D'Ancona begon haar loopbaan als tv-producer voor de VARA in 1962. Drie jaar later werd ze wetenschappelijk hoofdmedewerkster in de sociale geografie aan de Universiteit van Amsterdam, gevolgd door het directeurschap (samen met Maurice de Hond) in 1981 van het Centrum Beleidsadviserend Onderzoek.

### Andere functies
D'Ancona was in 2007 lid van het Comité van Aanbeveling van het Nederlands Sociaal Forum en sinds 2017 van de Studiekringen50Plus en van het Steuncomité Israëlische Vredes- en Mensenrechtenorganisaties (SIVMO).
Sinds begin 2009 zet D'Ancona zich ook in als ambassadrice van Stichting B!NK, een stichting die zich bezighoudt met het leed van kinderen in niet-westerse landen.
D'Ancona maakt sinds 2010 deel uit van de Raad van Advies van Stichting The Rights Forum.

## Persoonlijk
D'Ancona heeft een Joodse vader en een niet-Joodse moeder. Haar vader werd in de Tweede Wereldoorlog gedeporteerd en overleed aan een longontsteking aan het einde van de oorlog tijdens de evacuatie van het concentratiekamp Grosz Rosen.
Ze trouwde in 1959 met psychiater Guus de Boer. Uit een buitenechtelijke relatie met televisieregisseur en -presentator Berend Boudewijn kreeg ze een zoon. Deze kreeg de achternaam van De Boer. Later kreeg ze met De Boer een dochter, Hadassah de Boer. In 1974 scheidde ze van De Boer en kreeg ze een relatie met Tweede Kamerlid Ed van Thijn. Vanaf de jaren 1990 tot zijn overlijden in 2018 was zij de partner van beeldend kunstenaar Aat Veldhoen.

## Eerbewijzen
- 1992: Harriët Freezerring, een emancipatieprijs uitgereikt door het maandblad Opzij
- 1994: koninklijk onderscheiden tot Ridder in de Orde van de Nederlandse Leeuw
- 2001: benoemd tot Ridder in het Franse Legioen van Eer
- 2002: Aletta Jacobsprijs, een emancipatieprijs die sinds 1992 tweejaarlijks wordt uitgereikt door de Rijksuniversiteit Groningen
- 2021: Dr. J.P. van Praag-prijs[18]

### Bestseller 60
| Boeken met noteringen in de Nederlandse Bestseller 60 | Jaar van verschijnen | Datum van binnenkomst | Hoogste positie | Aantal weken | Opmerkingen |
| ----------------------------------------------------- | -------------------- | --------------------- | --------------- | ------------ | ----------- |
| Vrolijk verval                                        | 2021                 | 23-06-2021            | 9               | 13           |             |
| Kouwe kermis                                          | 2022                 | 12-10-2022            | 59              | 1            |             |

## Publicaties over D'Ancona
- Boek: Leonoor Meijer (2012). Hedy. Feministe, politica, actievoerster. Atlas Contact, Amsterdam. ISBN 978-90-254-3969-9.
- Boek: Roland Stam (1988). Hedy d'Ancona : bibliografie van een feministe. P.A. Tiele Academie, Den Haag, pp. 41.
- Documentaire: Het persoonlijke is politiek, regisseurs Doortje Smithuijsen en Roos van Ees, HUMAN, uitgezonden/gepubliceerd door 2Doc, 2022[20]